# Aeroportul Municipal Kanab
Aeroportul Municipal Kanab (IATA: KNB, ICAO: KKNB, FAA LID: KNB) este un aeroport din Utah, Statele Unite ale Americii ce deservește zona Kanab⁠(d). Aeroportul a fost tranzitat în 2019 de 1.242 de pasageri. A fost numit după zona deservită.
Situat la o altitudine de 1.484 m, aeroportul dispune de 1 pistă.

## Infrastructură

### Piste
Aeroportul dispune de o singură pistă. Pista 1/19 are suprafața de asfalt și dimensiunile 6.199 picioare × 75 picioare. 